# 鄭愁予
鄭愁予（1933年12月4日—2025年6月13日），本名鄭文韜，台灣現代詩詩人，出生於山東省濟南市。16歲自費出版了第一本詩集《草鞋與筏子》，隨後出版《窗外的女奴》、《衣缽》、《雪的可能》、《燕人行》、《寂寞的人坐著看花》等多部詩集。
代表作《錯誤》廣為流傳，獲得李泰祥、羅大佑等音樂人改編為樂曲傳唱。

## 生平
我達達的馬蹄是美麗的錯誤

我不是歸人，是個過客......——〈錯誤〉
鄭愁予生長於軍事世家，祖籍福建泉州南安，世居直隸順天寧河，為鄭成功十一代後裔。1933年鄭愁予在山東濟南出生，其父親陸軍少將鄭曉嵐在他出生後不久即前往南京就讀陸軍大學，隨後又赴湖北，鄭愁予與其母親由山東當地親戚照顧，並於1937年先後入讀漢口路小學幼稚園和南京鼓樓小學，再於1945年進入山東嶧縣私塾研讀四書五經、古典詩詞。抗戰結束前（即1945年至1947年間），他因戰局動盪關係入讀山東煙臺華僑學校（私塾）、河北寧河縣蘆臺鎮東大寺小學、河北省立寧河中學、山東德州市第一中學以及天津金鋼橋學校（借讀）。而抗戰結束後，鄭愁予舉家遷至北平，1947年進入英人設立的崇德學校就讀。
1948年底，國共內戰趨近尾聲，鄭家隨著當時擔任華北剿匪總司令部參謀長少將的父親一路南遷，1949年隨中華民國政府赴台灣。鄭愁予1949年5月赴台之前正入讀湖南衡陽道南中學。在校時曾與同學一起組織「燕子社」，主理油印刊物《燕子》的編輯工作。其時亦自費出版了其以筆名「青蘆」寫成的第一本詩集《草鞋與筏子》。1950年從新竹中學畢業後，他進入臺灣省立行政專科學校會計統計科（現國立臺北大學統計學系）就讀。筆名「愁予」取自辛棄疾的〈菩薩蠻〉，以及《楚辭‧九歌‧湘夫人》。1951年鄭愁予以愁予為筆名在野風雜誌上發表〈老水手〉，這也是他第一篇在台灣正式發表的詩作。後來鄭愁予也不斷在《新詩周刊》、《現代詩》等雜誌報刊發表詩作。1956年紀弦創立現代詩社，鄭愁予為發起人之一。
1952年，鄭愁予於台北現代詩社出版《夢土上》，其中收錄的〈錯誤〉一詩頗受歡迎。1997年〈錯誤〉編入臺灣高中國文課本，後來港、星、馬、中國大陸等地區選也曾選鄭愁予的作品入華文教材。
臺灣省立行政專科學校畢業後，鄭愁予進入中央陸軍軍官學校預備軍官班就讀，之後到基隆港務局工作了許多年，鄭愁予在這個時期認識了余梅芳女士，兩人在1962年結婚。
1968年，鄭愁予取得獎學金前往美國學習，進入名作家聶華苓所主持的愛荷華大學「國際寫作班」研究，陸續獲得藝術碩士學位，美國愛荷華大學新聞學院博士學位、美國加州世界文化藝術學院文學博士（D.Litt）。先後任教於美國愛荷華大學及耶魯大學東亞語文學系、香港大學等校，教授中國現代文學。1970年，美國將琉球群島的管轄權給予日本，海內外學生發起一連串保釣運動，鄭愁予因中擔任愛荷華大學保釣會主席，遭中華民國吊銷護照滯留美國。2004年自耶魯大學退休，獲聘耶魯大學駐校詩人。
2005年，鄭愁予返台擔任國立東華大學第六任駐校作家，兼任國立金門大學講座教授，不久便獲聘為國立東華大學榮譽教授。於金門擔任講座教授的期間創作的詩集《和平的衣缽：百年詩歌萬載承平》獲得第10屆全球生命文學創作獎，其中收錄的詩作「當撞響和平之鐘到八百二十三聲」被刻在金門和平紀念園區鐘的和平鐘旁。
2016年至2019年間，受邀為東海大學駐校詩人，2017年，更榮聘為東海大學終身榮譽講座教授，長駐於東海校內，除學術講座演講和師生座談，亦參加多場海內外文學活動及公益活動。2019年起，擔任金門大學榮譽講座教授。
2020年後，便長居美國。
2025年6月13日凌晨4時44分（當地時間），鄭愁予在美國因心臟衰竭逝世，享耆壽91歲。

## 爭議

### 被控性騷擾
2023年，隨著2023年臺灣#MeToo運動發展，一篇2016年網誌被再次轉載，內容指控鄭愁予在2005年於國立東華大學擔任客席講師期間，於聚餐時性騷擾一名旁聽女學生。 當事人表示不願意媒體轉載文章。

## 政治立場
2012年1月11日於台灣總統大選與立委選舉前夕，於蘋果日報發表一篇標題名為《台灣版的科學貴族》的文章，批評涉及宇昌案的科學家李遠哲、何大一、陳良博為科學貴族，間接表達支持國民黨候選人馬英九，同時表達支持九二共識的立場。
2016年1月15日於總統大選與立委選舉前夕，在中國時報發表一篇標題名為《海峽只是停火  不是和平》的文章，批評中華民國的選舉是假象，因為缺乏為人民謀福利「誠」的基礎，暗示對岸共產主義政權可以隨時統一台灣，中共才是真正為人民謀福利。

## 學歷
- 漢口路小學幼稚園
- 南京鼓樓小學
- 山東嶧縣私塾
- 山東煙臺華僑學校
- 河北寧河縣蘆臺鎮東大寺小學
- 河北省立寧河中學
- 山東德州市第一中學
- 天津金鋼橋學校
- 北平崇德中學
- 湖南道南中學
- 北京大學暑期文學班
- 國立新竹高級中學
- 臺灣省立地方行政專科學校會計統計科（國立臺北大學統計學系）
- 陸軍軍官學校預備軍官班
- 美國愛荷華大學藝術碩士
- 美國愛荷華大學新聞學院博士
- 美國加州世界文化藝術學院文學博士

## 經歷
| 經歷                                     | 經歷                  | 經歷      |
| 機關                                     | 職稱                  | 任期      |
| ---------------------------------------- | --------------------- | --------- |
| 基隆港務局                               | 管理員                | 1955      |
| 中國文藝協會創作講座                     | 講師                  | 1964~1966 |
| 中山文藝營                               | 教務長/講師           | 1968      |
| 中華民國青年寫作協會                     | 總幹事                | 1968      |
| 美國愛荷華大學東方語文學系               | 講師                  | 1969~1972 |
| 美國耶魯大學東亞語文學系                 | 講師                  | 1973      |
| 聯合文學                                 | 總編輯                | 1990~1993 |
| 北美華文作家協會紐英倫分會               | 會長                  | 1993      |
| 國立東華大學                             | 榮譽教授/駐校作家     | 2005      |
| 國立台灣海洋大學海洋中心                 | 講師                  | 2014      |
| 國立金門大學通識教育中心及閩南文化研究所 | 講座教授              |           |
| 香港大學                                 | 名譽教授              |           |
| 香港珠海大學                             | 顧問                  |           |
| 博嵐佛學院(Branford College)             | 院士                  |           |
| 國立清華大學                             | 榮譽講座教授          |           |
| 東海大學                                 | 駐校詩人/榮譽講座教授 | 2016~     |

## 出版詩集
| 詩集   | 詩集                             | 詩集           |
| 年份   | 作品                             | 出版社         |
| ------ | -------------------------------- | -------------- |
| 1949年 | 《草鞋與筏子》                   | 燕子出版社     |
| 1955年 | 《夢土上》                       | 現代詩社       |
| 1966年 | 《衣缽》                         | 臺灣商務印書館 |
| 1968年 | 《窗外的女奴》                   | 十月出版社     |
| 1974年 | 《鄭愁予詩選集》                 | 志文出版社     |
| 1979年 | 《鄭愁予詩集I》                  | 洪範出版社     |
| 1980年 | 《燕人行》                       | 洪範出版社     |
| 1984年 | 《蒔花剎那》                     | 三聯出版社     |
| 1984年 | 《鄭愁予詩選》                   | 友誼出版社     |
| 1985年 | 《雪的可能》                     | 洪範出版社     |
| 1987年 | 《刺繡的歌謠》                   | 聯合文學出版社 |
| 1993年 | 《寂寞的人坐著看花》             | 洪範出版社     |
| 1996年 | 《隨身讀-夢土上》                | 洪範出版社     |
| 2004年 | 《鄭愁予詩選I》                  | 洪範出版社     |
| 2004年 | 《鄭愁予詩集II》                 | 洪範出版社     |
| 2011年 | 《和平的衣缽：百年詩歌萬載承平》 | 周大觀基金會   |

## 榮譽
- 《鄭愁予詩集I》被選為二十世紀新文學經典之一
- 《鄭愁予詩集》被選為“影響台灣三十年最有力的三十本書之一”
- 《文訊月刊》問卷之副刊“最受歡迎詩類作家第一名”
- 《文學家雜誌》問卷之“各文類十大最受歡迎作家第一名”
- 全國青年學藝大競賽文藝創作比賽最佳新詩獎:得獎作品《革命的衣缽》
- 救國團青年文藝獎:得獎作品《衣缽》
- 中華民國國家文藝獎新詩獎:得獎作品《寂寞的人坐著看花》
- 中國文藝協會文藝“終生成就獎章”
- 香港大學中文學院贈予“中國文學終生成就獎”
- 台灣元智大學贈桂冠文學獎“桂冠詩人獎”
- 行政院新聞局頒第19屆金曲獎傳統暨藝術音樂類“最佳作詞人獎”
- 紐約華人文協贈予“終身貢獻獎”
- 國立臺北大學傑出校友
- 國立中興大學傑出校友
- 國際詩人筆會頒予終生成就“詩魂獎”
- 時報文學獎

## 評論
- 楊牧：「自從現代了以後，中國也有些外國詩人，用生疏惡劣的中國文學寫他們的現代感覺，但鄭愁予是中國的中國詩人，用良好的中國文字寫作，形象準確、聲籟華美，而且絕對地現代的。」「他以清楚的白話，為我們傳達了一種時間的空間的悲劇情調。」

- 蕭蕭於《現代詩學》[16]指出:「鄭詩最具傳統詩情，而且其詩篇幅袖珍，正是中國詩的本色。」「現代詩人競相炫奇作怪，鄭愁予獨保留宋詞元曲中的優美遺韻，讀者對於古典之美的眷懷，不能不經由鄭愁予的詩作獲得滿足。」

- 張默、蕭蕭在所編的《新詩三百首》[17]的小評中：「鄭愁予的筆觸，既有塞北江南的寓意，也有海外異域的采風，更有臺灣鄉土的情懷，而他眷愛的好山好水，一直都悠遊於作者廣大浩瀚的心室，詩人是通過書寫小我之情，捕捉大我之情，而進入無我之情的至高境界。」

- 瘂弦：「鄭愁予飄逸而又矜持的韻緻，夢幻而又明麗的詩想，溫柔的旋律，纏綿的節奏，與貴族的、東方的、淡淡的哀愁的調子，造成一種雲一般的魅力，一種巨大的不可抗拒的影響。」
- 覃子豪称赞，郑愁予的诗「纯任自然、毫无矫饰，仿佛流浪之子，充满闲散的逸情和旷达的胸怀，散发着淡淡的愉悦和忧郁。」[18]
- 余光中在一首诗里称郑愁予为“浪子”。[18]

### 註腳
1. 1 2 3 4 5 6 7 8 9 10  . 臺灣現當代作家研究資料彙編收存系統. 國立臺灣文學館.   [2025-06-16].
2. ↑  國立臺北大學最初為為臺灣省立地方行政專科學校。
3. ↑  焦揚. . 文化人間. 2011-07-08.
4. ↑  屈原. . . 帝子降兮北渚，目眇眇兮愁予
5. ↑  辛棄疾. . 江晚正愁余，山深聞鷓鴣
6. 1 2  . 今周刊. 2025-06-15  [2025-06-15] （中文（臺灣））.
7. 1 2  . 聯合新聞網. 2025-06-15  [2025-06-15] （中文（臺灣））.
8. ↑  . 金門日報. 2019-07-13  [2023-04-18]. （原始内容存档于2023-04-22）.
9. ↑  陳冠霖. . 金門縣金門日報社. 2016-07-17  [2025-06-16] （中文（臺灣））.
10. ↑  王寶兒. 蕭博文 , 编. . 台北: 中央通訊社. 2025-06-15  [2025-06-15]. （原始内容存档于2025-06-15） （中文（繁體））.
11. ↑  . Ducky Huang. 2016-09-22  [2023-06-04].
12. ↑  . 放言科技傳媒. 2023-06-07  [2023-06-09]. （原始内容存档于2023-06-29）.
13. ↑  韓瑩、彭耀祖. . 公視新聞. 2023-06-07  [2023-06-10] （中文（臺灣））.
14. ↑  鄭愁予. . 蘋果日報. 2012-01-01  [2012-01-01]. （原始内容存档于2013-12-03） （中文（臺灣））.
15. ↑  鄭愁予. . 中國時報. 2016-01-15  [2016-01-15]. （原始内容存档于2016-01-16） （中文（臺灣））.
16. ↑  蕭蕭. . 台灣. 2006-07-05. ISBN 957192833X.
17. ↑  張默; 蕭蕭. . 台灣. 2017-02-01. ISBN 9789864501052.
18. 1 2  张松建. . 世界华文文学论坛. 2020, (2): 36–41  [2025-06-17]. doi:10.16228/j.issn1008-0163.2020.02.006.

- 李金鎗. . 金城. 2006-08-29.（繁體中文）
- . （原始内容存档于2017-09-26）. （繁體中文）
- . （原始内容存档于2018-01-22）.（繁體中文）

## 外部連結
- 《他們在島嶼寫作-如霧起時Port of Mists》中英文預告Trailer （页面存档备份，存于）
- . 國立臺灣文學館.